# Magnus Krepper
Rolf Magnus Krepper (født 10. januar 1967 i Norrköping) er en svensk skuespiller, illusionist, sanger og danser. Han fik en Guldbagge i 2006.

## Filmografi (udvalg)
- Rena rama Rolf (tv-serie, 1994)
- Det store gennembrud (1999)
- Anna Holt - Polis (tv-serie, 1999)
- Bekendelsen (tv-serie, 2001)
- Så hvid som sne (2001)
- Beck (tv-serie, 2002)
- Det brænder! (tv-serie, 2002)
- Misa min (2003)
- Hvis jeg vender mig om - en film om håb (2003)
- Tre sole (2004)
- Mund mod mund (2005)
- Isprinsessen (tv-film, 2007)
- Original (2009)
- Pigen der legede med ilden (2009)
- Uskyldigt dømt (tv-serie, 2009)
- Luftkastellet der blev sprængt (2009)
- Ond tro (2010)
- Værelse 304 (2011)
- Iris (2011)
- Gerningstedet (tv-serie, 2011)
- Broen (tv-serie, 2011)
- Call Girl (2012)
- IRL (2013)
- Heaven (kortfilm, 2015)
- Norskov (tv-serie, 2015)
- Nylon (kortfilm, 2015)
- Ditte & Louise (tv-serie, 2015-2016)
- Frøken Frimans krig (tv-serie, 2015-2017)
- Gentlemen & Gangsters (tv-serie, 2016)
- A Cure for Wellness (2016)
- Fortidens spor (tv-serie, 2017)
- Inden vi dør (tv-serie, 2017-2019)
- Jagten på tidskrystallen (tv-serie, 2017)
- Infektionen (kortfilm, 2018)
- Unge Astrid (2018)
- Liberty (tv-serie, 2018)
- Før frosten (2018)
- Dronningen (2019)
- Undtagelsen (2019)
- Når støvet har lagt sig (tv-serie, 2020)
- Margrete den Første (2021)
- Den usandsynlige morder (tv-serie, 2021)
- Fenris (tv-serie, 2022)
- Bjergets tårer (kortfilm, 2022)
- Bastarden (2023)
- For evigt (2023)
- I dine hænder (tv-serie, 2024)
- Chelsea Detective (tv-serie, 2025)